# Vela ai XIII Giochi del Mediterraneo
Le competizioni relative alla vela ai XIII Giochi del Mediterraneo si sono svolte al Circolo della Vela di Bari.
Per questo sport sono state organizzate le seguenti prove:
- 470 (maschile e femminile)
- Laser (maschile)
- Mistral (maschile e femminile)

per un totale di 5 medaglie d'oro messe in palio.

## Podi

### Uomini
| Evento  | Oro                              | Perform. | Argento                               | Perform. | Bronzo                                            | Perform. |
| Laser   | Carlos Martinez                  | 26.0     | Diego Negri                           | 33.0     | Pascal Lacoste                                    | 35.0     |
| 470     | Slovenia Tomaz Copi Mitja Margon | 24.0     | Francia Gildas Philippe Tanguy Cariou | 36.0     | Grecia Andreas Kosmatopoulos Kostantinos Trigonis | 39.0     |
| Mistral | Francia Cedric Leroy             | 23.0     | Spagna Jorge Maciel                   | 24.0     | Italia Riccardo Giordano                          | 26.0     |

### Donne
| Evento  | Oro                                  | Perform. | Argento                                    | Perform. | Bronzo                                          | Perform. |
| Mistral | Alessandra Sensini                   | 12.0     | Faustine Merret                            | 21.0     | Sandrine Nuvolone                               | 23.0     |
| 470     | Italia Federica Salva Emanuela Sossi | 18.0     | Italia Sara Pertusati Chiara Mori Ubaldini | 24.0     | Spagna Natalia Via Dufresne Begona Via Dufresne | 24.0     |

## Medagliere
| Posizione | Paese    |   |   |   | Totale |
| --------- | -------- | - | - | - | ------ |
| 1         | Italia   | 2 | 2 | 1 | 5      |
| 2         | Francia  | 1 | 2 | 2 | 5      |
| 3         | Spagna   | 1 | 1 | 1 | 3      |
| 4         | Slovenia | 1 | 0 | 0 | 1      |
| 5         | Grecia   | 0 | 0 | 1 | 1      |
| Totale    | Totale   | 5 | 5 | 5 | 15     |